# Hartmann Schedel

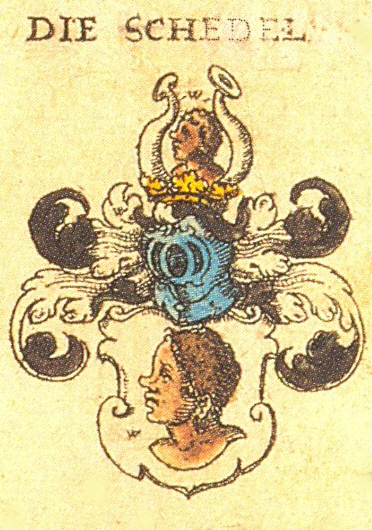
Das Wappen der Schedel

Hartmann Schedel (* 13. Februar 1440 in Nürnberg; † 28. November 1514 ebenda) war ein deutscher Arzt, Humanist und Historiker. Sein wichtigstes Werk ist die sogenannte Schedelsche Weltchronik aus dem Jahr 1493.

## Leben
Hartmann Schedel wurde 1440 als Sohn des gleichnamigen wohlhabenden Kaufmannes in der Reichsstadt Nürnberg geboren. Die Schedel gehörten zu den sogenannten Ehrbaren Familien, die in der Ständegliederung den zweiten Stand (nach dem Nürnberger Patriziat) bildeten. Seine Mutter Anna Grabner starb bereits 1445. Im Alter von elf Jahren wurde er 1451 Vollwaise. Er und seine Geschwister wuchsen fortan unter der Vormundschaft ihres Onkels Marcus Schedel auf. Von seinen zwei Brüdern wurde Georg Schedel Kaufmann, während Johannes Schedel in das Dominikanerkloster eintrat.
Hartmann Schedel wurde bereits im Alter von 16 Jahren, am 20. April 1456 an der Universität Leipzig immatrikuliert und wurde 1457 dort Baccalaureus. Er erwarb 1459 den Magister artium (Magister in den Freien Künsten) und besuchte Vorlesungen in den Rechtswissenschaften und im Kanonischen Recht. 1459 begann er eine umfangreiche Sammlung von Liedern anzulegen. 1461 schloss er sich dem humanistischen Kreis um Peter Luder an und fertigte Abschriften von dessen ab 1462 in Leipzig vorgetragenen Unterrichtstexten an. Die niederen Weihen erhielt Hartmann Schedel 1462.
Ende 1463 folgte er Peter Luder nach Padua, wahrscheinlich auch in Absprache mit seinem dreißig Jahre älteren Vetter, dem zu dieser Zeit als Augsburger Stadtarzt tätigen Hermann Schedel (1410–1485), der Hartmann während des Studiums beratend zur Seite stand. An der Universität Padua studierte Hartmann neben Medizin auch Anatomie und Chirurgie und wurde am 7. April 1466 zum Doktor der Medizin promoviert. Parallel zur Medizin hatte er auch Vorlesungen in Physik und Griechisch besucht und damit, als einer der ersten Deutschen überhaupt, Zugang zur griechischen Sprache erhalten.

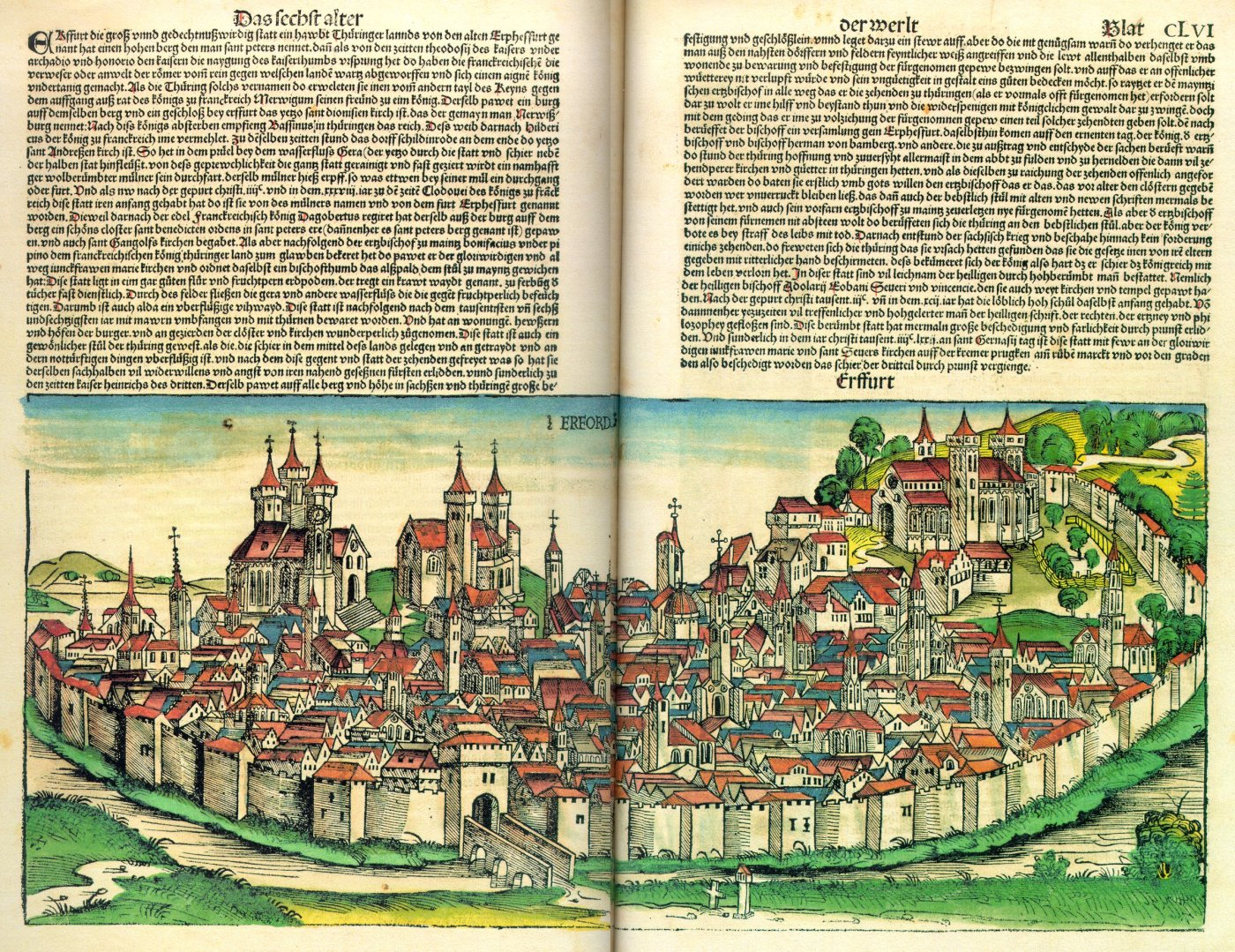
Ansicht und Beschreibung Erfurts in der Weltchronik (1493)

Im Sommer 1466 kehrte er nach Nürnberg zurück, um in den nächsten Jahren viel Zeit mit Reisen sowie dem Sammeln und Kopieren von Büchern zu verbringen. In den Jahren von 1470 bis 1477 war er als Stadtarzt in Nördlingen tätig, trat der Bruderschaft der „Kartäuser im Christgarten“ bei und heiratete 1475 die Nürnbergerin Anna Heugel († 1485). Sein weiterer Berufsweg führte ihn über Amberg, wo er am 15. Oktober 1477 seinen Eid als Stadtarzt leistete. Ende 1481 verließ er die Stadt wegen der Verweigerung einer Gehaltserhöhung wieder. 1482 kehrte er nach Nürnberg zurück, wo er 1487, in zweiter Ehe, Magdalena Haller († 1505) heiratete. Von den zwölf Kindern aus beiden Ehen starben sechs bereits in jungen Jahren.
In Nürnberg zählte Hartmann Schedel zu den wohlhabenden und geachteten Bürgern. Er besaß mehrere Grundstücke und Lehnsgüter und erbte auch das Haus seines Vetters Hermann Schedel in der Burgstraße, wo auch die Haller, Scheurl und Albrecht Dürer wohnten. Er wurde im Register der 92 Ehrbaren Familien der Stadt geführt und 1482 Genannter des Größeren Rates, der sich aus Vertretern des Patriziats sowie Kaufleuten, Gelehrten und Handwerkern zusammensetzte. Der Innere Rat blieb Hartmann Schedel verschlossen, da seine Familie nicht dem Patriziat (den „ratsfähigen“ Familien) angehörte; seine zweite Frau stammte zwar mütterlicherseits vom Patriziergeschlecht der Ebner ab, aber ihr Vater gehörte nicht dem Patriziergeschlecht der Haller an, sondern der aus Bamberg übersiedelten Familie Haller genannt Münzmeister, die nur sehr kurzzeitig von 1418 bis 1423 im Inneren Rat vertreten gewesen war.
Bis zu seinem Tod führte Hartmann Schedel eine gutgehende Arztpraxis. Seine Aufzeichnungen samt den erhaltenen Rezepturen zeigen, wie pflichtbewusst er seinen ärztlichen Aufgaben nachkam. Mit seinen Berufskollegen bildete er einen einflussreichen medizinisch und humanistisch ambitionierten Gelehrtenkreis. Sein heutiger Ruf wurde durch sein literarisches Hauptwerk begründet, die „Weltchronik“.
Die wertvolle Handschriften und Inkunabeln enthaltende Bibliothek Schedels ging 1552 in den Besitz von Johann Jakob Fugger über und fiel 1571 dem Herzog Albrecht V. von Bayern zu.
Seine Inkunabelsammlung befindet sich heute in der Staatsbibliothek in München.

## Werke

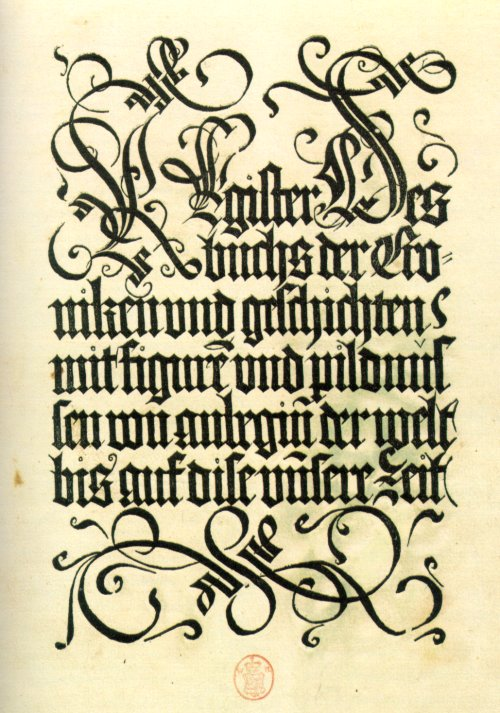
Deckblatt der Schedelschen Weltchronik: Register Des buchs der Croniken und geschichten – mit figuren und pildnüssen von anbeginn der welt bis auf dise unnsere Zeit

Zwischen 1460 und 1467 trug Schedel seine Sammlung von Liedern, die heute unter dem Namen Schedels Liederbuch bekannt ist, zusammen. Fast zwei Drittel der darin enthaltenen Liedtexte in deutscher, lateinischer und französischer Sprache sind nur aus dieser Handschrift bekannt.
1467 entstand sein medizinisches „Rezeptbuch“, dessen chirurgischer Teil unter anderem Wundtränke (potiones vulneratorum, meist wässrige Absude) eines Meisters Oswald und des in der Mitte des 15. Jahrhunderts tätigen ostfränkischen Wundarztes Niklas von Morchingen enthält.
Mit 1496/97 ist eine von Schedel angelegte Sammlung ärztlicher Verordnungen gegen Syphilis datiert, worin unter anderem der Augsburger Patrizier Hans Pfister (1497) die Herstellung einer Quecksilbersalbe beschreibt.
Schedels Hauptwerk, eine illustrierte Darstellung der Weltgeschichte, erschien erstmals 1493 in Nürnberg in einer lateinischen und einer deutschen Fassung. Sie ist die bedeutendste illustrierte Inkunabel und wird nach ihrem Verfasser als Schedelsche Weltchronik oder nach ihrem Erscheinungsort als Nürnberger Chronik bezeichnet. Die 650 Holzschnitt-Illustrationen stammen von Michael Wolgemut, dem Lehrer Albrecht Dürers, welcher selbst möglicherweise nicht unbeteiligt an der Entstehung der Illustrationen war.